# Ertingen

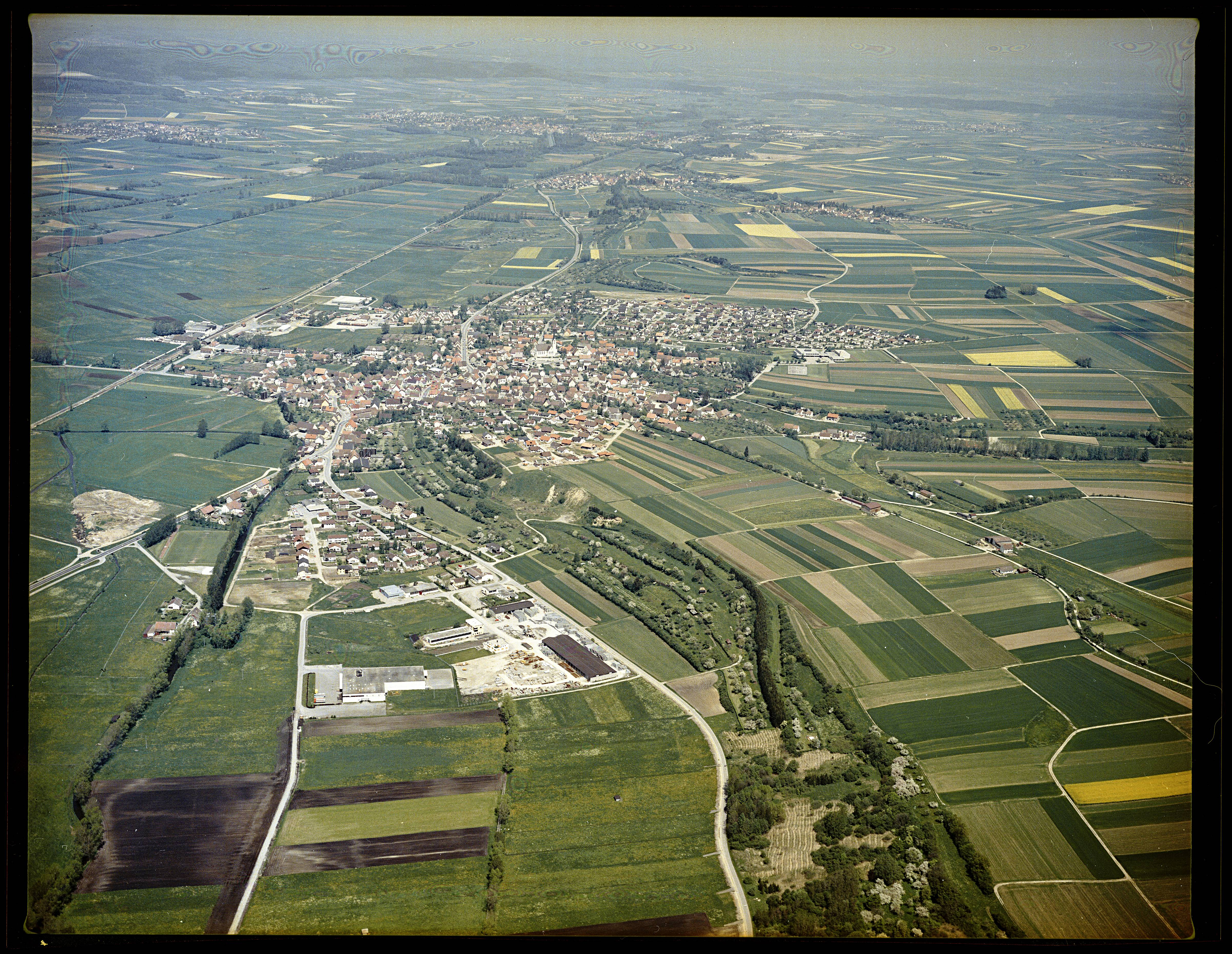
Luftbild von Ertingen (1983)

Ertingen ist eine Landgemeinde im Landkreis Biberach in Oberschwaben, Baden-Württemberg. Ertingen blickt auf eine lange Geschichte bis in die Römerzeit zurück. Es liegt an der schwäbischen Barockstraße und weist mehrere denkmalgeschützte Bauwerke auf. Es gehört zu den prosperierenden Gemeinden des Landkreises Biberach, mit wachsender Bevölkerung, geringer Arbeitslosigkeit und niedrigem Schuldenstand. Die „Schwarzachtalseen“ machen Ertingen zu einem bekannten regionalen Freizeitzentrum. Ertingens vielfältige Handwerks-, Handels- und Gewerbebetriebe haben eine über den Bereich der Gemeinde hinausgehende Bedeutung. 
Bekanntestes Bauwerk ist die spätbarocke Marienkapelle. Bekannte Persönlichkeiten sind der Bildhauer Gerold Jäggle und der Kulturhistoriker und Mundartdichter Michel Buck.
Zur Gemeinde gehören neben dem Hauptort Ertingen die früher selbstständigen Ortschaften Binzwangen und Erisdorf.

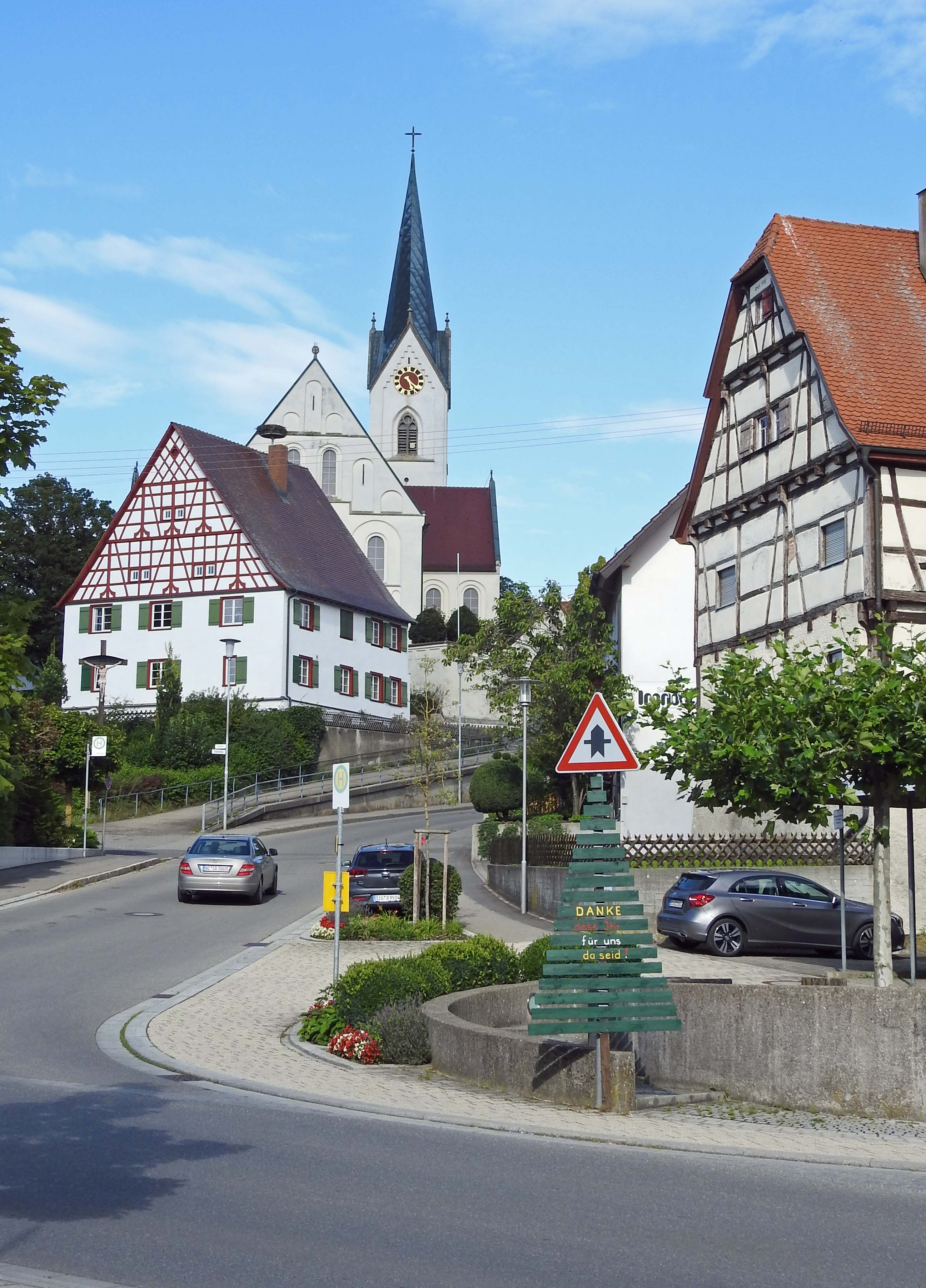
Kirchberg in Ertingen

## Geschichte

### Altertum
Römische Gebäudereste, die auf einen römischen Gutshof (villa rustica) schließen lassen, fanden sich in den Jahren 1984/85 auf Luftbildaufnahmen bei Erisdorf.

### Mittelalter und Frühe Neuzeit in Ertingen
Im 11. Jahrhundert entstand die Burg Ertingen auf einem Sporn circa 700 Meter südlich der Gemeinde. Die von den Herren Lutram von Ertingen (später: Leutrum von Ertingen) erbaute Burg wurde 1100 erwähnt und 1350 zerstört. Von der ehemaligen Burganlage ist nichts mehr erhalten. 1265–1321 war Ertingen im Besitz der Grafen von Grüningen-Landau. 1273 lagen die Ritter von Ertingen mit dem Kloster Salem in Streit; Ursache war ein „Grund zu Owingen“.
1291 verkaufte Graf Eberhard von Grüningen-Landau Höfe in Ertingen an Rudolf von Habsburg. Im 14. Jahrhundert wurde der Ort als Teil eines Lehens häufig verpfändet, so 1321–1323 an die Reichsritter von Hornstein, 1323–1330 an Burkhard von Ellerbach, 1330–1356 an die Grafen von Montford-Scheer. In dieser Zeit wechselte Ertingen auch den Eigentümer, denn 1330 kaufte Graf Wilhelm, der Herr zu Tettnang und Scheer, den Ort. Im Jahr darauf, 1331, verlieh Kaiser Ludwig der Bayer Ertingen die Stadtrechte und damit eine Stadtordnung wie die der Stadt Lindau. Aus dem Brief an den Grafen Wilhelm: „dass er seinen Flecken […] vesten machen und soll, mit Mauren und Gräben, wie er will, als sein Statt“. Um 1332 wurde die Ertinger Burg Ende urkundlich erwähnt. Sie soll auf dem Überried gelegen haben und war wohl auf den Grundmauern römischer Bauwerke errichtet. Jedenfalls hatte sie keinen großen Umfang, vielleicht einen Turm und ein Festes Haus.
Ab 1348 erreichte die europäische Pest-Pandemie auch Oberschwaben, der Schwarze Tod wütete so heftig in Ertingen, dass Leprosen- und Siechenhäuser außerhalb der Ortschaft errichtet werden mussten. Einer Sage nach starben alle Ertinger bis auf einen alten Mann, der ein Mädchen aus Hundersingen heiratete und alle „Eingeborenen“ deshalb die Nachfahren jenes Paares seien. Aber es ist erwiesen, dass bei weitem nicht alle Ertinger gestorben waren, denn um 1353 zählte die Stadt etwa 130 Haushalte.
Zwischen 1350 und 1370 wurde Burg Ende zerstört und Ertingen verlor das Stadtrecht. Die freien Bauern wurden Leibeigene und Ertingen wurde unter Klöstern aufgeteilt. 1387–1389 wurde der Ort durch die Reichsstädtischen Truppen im Städtekrieg zerstört. Zwischen 1356 und 1358 verkaufte Graf Eberhard von Landau den Ort an Albrecht von Aichelberg, machte den Verkauf 1358 aber teilweise rückgängig.
Das Ertinger Wappen – 1358 erstmals erwähnt – stellt die Büste eines Mannes mit zwei roten Bockshörnern dar. Noch heute findet man ihn in der Fastnacht als „Heini“ und im Wappen des örtlichen Musikvereins. Von 1366 bis 1398 war Ertingen Pfandschaft von Stein zu Marchtal. Die Kirche wurde 1388 dem Heiligen Georg geweiht und 1431 als große Kirche erwähnt.
Schließlich gelangte Ertingen 1398 wieder voll in den Besitz derer zu Landau, bis es 1436 neben der Burg, einem Drittel des Gerichts zu Binzwangen und weiteren Gütern an den Truchsess Eberhard von Waldburg verkauft wurde. Ebenfalls nur kurzzeitige Besitzer waren die von Waldburg-Scheer 1437–1443.
Ab 1443 bis zu Säkularisation in Bayern im Jahr 1803 zählte Ertingen zu den Gütern des Zisterzienserinnenklosters Heiligkreuztal. In dieser Zeit wurden folgende Hofbesitzer erwähnt (1465): Diesch, Claus und Michel Beck, Holl, Höpp, Fögelin, Ströb(e)lin, App, Eberli (auch Eberhard), Figel, Fryhart, Bugg und Klob. 1484 erhielt Ertingen eine Dorfordnung.

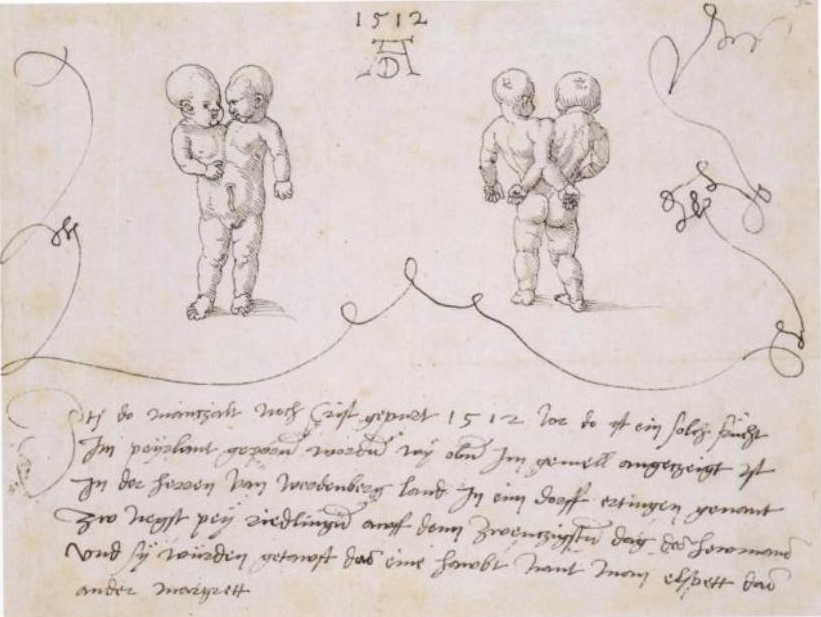
Dürers Zeichnung der Siamesischen Zwillinge, 1512

1512 zeichnete Albrecht Dürer siamesische Zwillinge aus dem Ort. Die Tuschezeichnung befindet sich heute u. a. in den Beständen des Ashmolean Museum in Oxford. 1513 konnte der erste Bau der Marienkapelle geweiht werden.
In den Wirren des Bauernkrieges und der Reformation 1525–1532 blieben die Einwohner des Ortes römisch-katholisch und bauten 1531 eine neue Kirche. Auch Wetterextreme trafen Ertingen; 1560 herrschte so strenge Kälte und Hunger, dass an Pfingsten die Vögel tot vom Himmel fielen; 1572 und 1588 hingegen seien die Bäume schon im Frühling grün gewesen. 1608 wurde für die Ertinger Kirche eine neue Glocke gegossen.
Der Dreißigjährige Krieg brachte der Ertinger Bevölkerung Plünderungen, Verwüstungen und Armut.
In den Revolutionskriegen war Ertingen 1799 Ort des Durchmarsches des russischen Heeres unter Alexander Korsakow bei seiner Schweizer Expedition.

### Württembergische Zeit
Die drei Orte Ertingen, Binzwangen und Erisdorf fielen 1802 durch den Reichsdeputationshauptschluss an Neuwürttemberg unter direkter Leitung des Herzogs von Württemberg, 1806 an das durch Napoleon zum Königreich erhobene Württemberg und wurden 1807 dem neu gegründeten Oberamt Riedlingen zugeordnet.
Mit dem Bau der Donautalbahn bekam Ertingen 1869 Anschluss an das Netz der Württembergischen Eisenbahn, was jedoch erst zu Beginn des 20. Jahrhunderts auch einen wirtschaftlichen Aufschwung mit sich brachte.
Bei der Kreisreform während der NS-Zeit in Württemberg gelangten Ertingen, Binzwangen und Erisdorf 1938 zum Landkreis Saulgau.

### Der Zweite Weltkrieg in Ertingen
Am 12. Juli 1944 fiel eine US-Sprengbombe beim Überflug in die Nähe der Firma Walker. Der Schaden hielt sich aber in Grenzen.
Am 18. Januar 1944 stürzte ein US-Jagdbomber vom Typ P-51 „Mustang“ im Schachen (Wohngebiet in Ertingen) ab. Er wurde von der Flugabwehr am Mengener Flughafen getroffen. Der Pilot, der sofort tot war, wurde auf dem Ertinger Friedhof begraben. Der Leichnam des Oberstleutnants wurde nach dem Kriegsende exhumiert und in die USA überführt.
Zu einem Angriff von fünf Jagdbombern kam es am 25. Februar 1945. Der Angriff erfolgte auf einen Zug, der zwischen Ertingen und Herbertingen unterwegs war. Ein mitreisender Soldat wurde getötet, acht zivile Reisende verletzt.
Erneut Ziel von Angriffen wurde die Bahnlinie bei Ertingen am 8. April 1945, als ein im Bahnhof von Ertingen stehender Zug angegriffen wurde. Einschüsse in den Häusern der Binzwanger und der Herbertinger Straße zeugten noch lange von diesem Angriff. Menschen wurden nicht verletzt. Die einzigen Todesopfer waren drei Pferde beim Gasthaus „Löwen“.
Im Herbst 1944 wurde in Ertingen der Volkssturm gegründet. Er wurde an der Waffe ausgebildet, musste Deckungslöcher ausheben, Wache stehen und im Überried eine Panzersperre aus Baumstämmen errichten.
In den letzten Kriegsmonaten war im Ertinger Rathaus eine Nachrichteneinheit der Luftwaffe stationiert, die dann etwa eine Woche vor dem Einmarsch der französischen Armee wieder abzog.
Als am Sonntagnachmittag des 22. April 1945 die Sprengung des Flughafens Mengen den Boden erzittern ließ, wurde von den Wehrmacht- und Volkssturmvertretern die Panzersperre geschlossen. Diese wurde in der darauf folgenden Nacht von Ertinger Männern unter Lebensgefahr wieder geöffnet. Sie wollten verhindern, dass das Dorf beschossen wird, denn die Einheiten der französischen Armee waren bereits im 15 km entfernten Mengen.
Die ersten französischen Soldaten erreichten Ertingen am 23. April 1945. Zu großen Gefechten kam es nicht. Die einzigen Vorkommnisse gab es bei der Raiffeisenbank. Dort stand ein Pkw der Wehrmacht, der mit zwei Soldaten besetzt war, die mit ihrer Panzerfaust versuchen sollten, den Einmarsch zu verhindern. Einer der Soldaten wurde bei dem kurzen Gefecht tödlich verwundet. Die Truppen des französischen Groupements Doré durchfuhren den Ort und zogen in Richtung Riedlingen weiter mit dem Ziel Ulm. Ein kleines détachement wurde bis zum folgenden Tag in Ertingen zur Sicherung stationiert.

### Nach 1945
1945 wurden die Gemeinden Teil der Französischen Besatzungszone und kam somit zum neu gegründeten Land Württemberg-Hohenzollern, welches 1952 im Land Baden-Württemberg aufging.
Durch die Kreisreform in Baden-Württemberg gelangten die drei Gemeinden 1973 zum Landkreis Biberach.
Am 1. Januar 1975 wurde die Gemeinde Ertingen durch Vereinigung der Gemeinden Binzwangen, Erisdorf und Ertingen neu gebildet.

## Religionszugehörigkeit

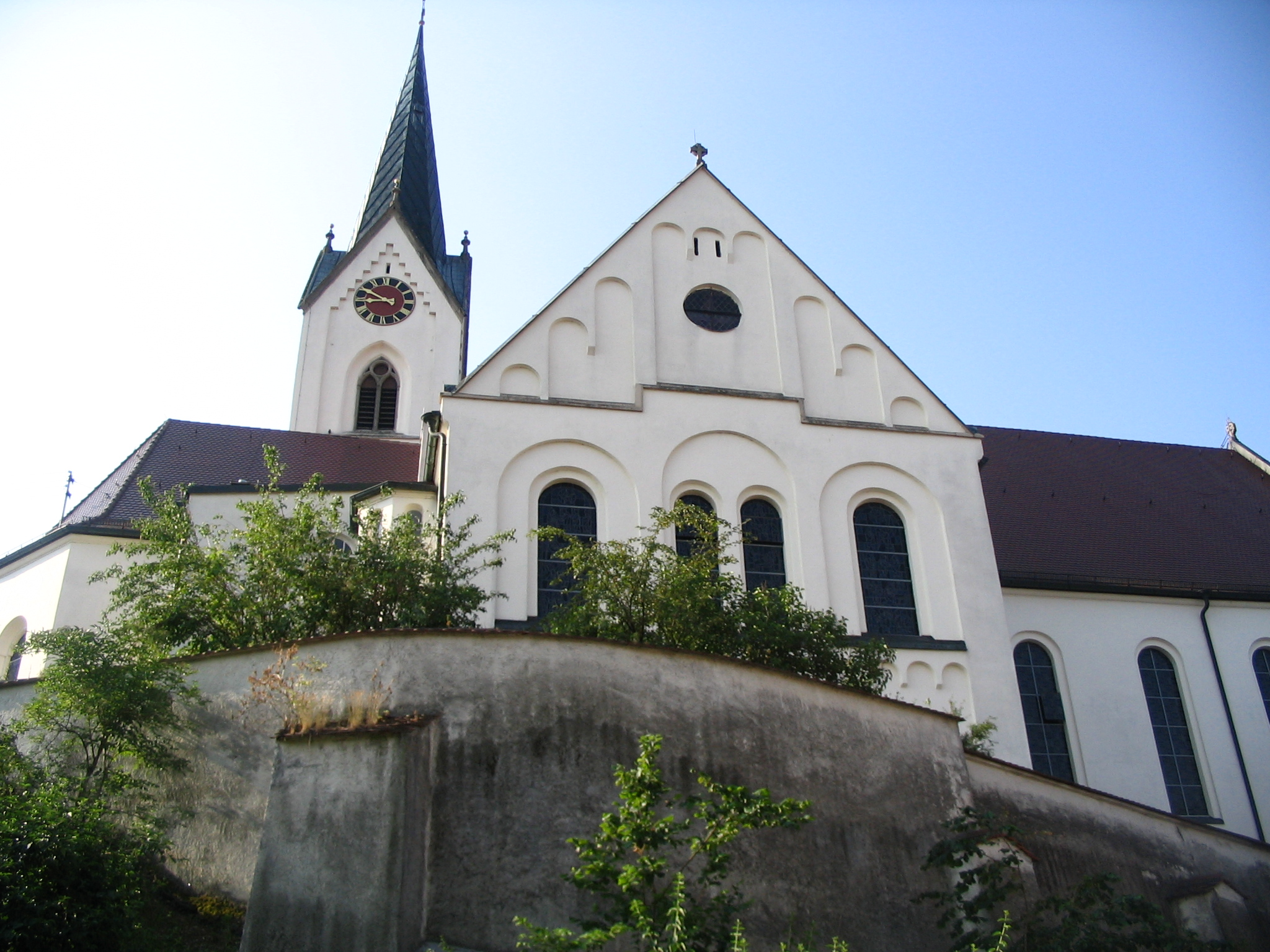
Kirche in Ertingen

Die Bevölkerung der Gemeinde Ertingen ist mehrheitlich römisch-katholisch. Die Kirchengemeinde St. Georg besteht bereits seit dem Mittelalter. Im Jahr 1531 wurde die heutige Kirche St. Georg gebaut. Mitte der 1980er wurde ein neues Kirchengemeindehaus gebaut. Das Abt-Bischof-Spies-Haus steht in unmittelbarer Nähe zur Kirche.
Die evangelische Kirchengemeinde ist durch vermehrte Zuwanderung von Spätaussiedlern in den letzten Jahren stark gewachsen. Aus diesem Grunde wurde 2001 ein evangelisches Gemeindehaus errichtet.
Konfessionsstatistik
Im Jahr 2004 gehörten:
- 4178 (2003: 4170) Einwohner und somit 74,97 % dem römisch-katholischen Glauben an
- 1037 (2003: 973) Einwohner und somit 18,61 % dem evangelischen Glauben an
- 358 (2003: 396) Einwohner und somit 6,42 % anderen Glaubensgruppen an oder sie sind ohne Bekenntnis

Im Jahr 2020 gehörten:
- 3549 (2019: 3579) Einwohner und somit 65,5 % dem römisch-katholischen Glauben an
- 822 (2019: 819) Einwohner und somit 15,17 % dem evangelischen Glauben an
- 1046 (2019: 994) Einwohner und somit 19,31 % anderen Glaubensgruppen an oder sie sind ohne Bekenntnis

Im Jahr 2024 gehörten von 5435 Einwohnern
- 3165 (2023: 3249) Einwohner und somit 58,23 % dem römisch-katholischen Glauben an
- 738 (2023: 750) Einwohner und somit 13,58 % dem evangelischen Glauben an
- 1532 (2023: 1423) Einwohner und somit 19,31 % anderen Glaubensgruppen an oder sie sind ohne Bekenntnis

## Ausländer, Flüchtlinge, Asylanten
Bei einer Zahl von 5435 Einwohnern (2024) waren 627 Ausländer (11,54 %). Insgesamt waren 17 Einzelpersonen und 13 Familien mit insgesamt 70 Angehörigen als Flüchtlinge in der Gesamtgemeinde Ertingen untergebracht. Ein Helferkreis unterstützt Flüchtlinge und Asylanten ehrenamtlich.

## Politik

### Bürgermeister
Am 9. Februar 2014 wurde Jürgen Köhler im ersten Wahlgang mit 52,8 % der Stimmen bei einer Wahlbeteiligung von 57,8 % (4.323 Wahlberechtigte) zum Bürgermeister der Gemeinde Ertingen gewählt. Am 1. April 2014 trat er das Amt als Nachfolger von Alexander Leitz an. Am 6. Februar 2022 wurde er mit 92,4 Prozent der Stimmen für eine zweite Amtszeit wiedergewählt.
- 1975–1998: Hans Petermann
- 1998–2014: Alexander Leitz
- seit 2014: Jürgen Köhler

### Gemeinderat
Der Gemeinderat besteht aus derzeit 17 gewählten ehrenamtlichen Mitgliedern, deren Amtszeit fünf Jahre beträgt, und dem Bürgermeister als ebenfalls stimmberechtigtem Vorsitzenden. In Ertingen wird der Gemeinderat nach dem Verfahren der unechten Teilortswahl gewählt, die den Ertinger Ortsteilen jeweils eine bestimmte Anzahl an Vertretern im Gemeinderat garantiert, wodurch sich die Gesamtzahl an Sitzen jedoch durch Ausgleichsmandate verändern kann. Die letzte Wahl vom 9. Juni 2024 führte zu folgendem Endergebnis (mit Differenz zur Wahl 2019):
| Partei / Liste          | Stimmenanteil      | +/− %p.            | Sitze              | +/−                |
| ----------------------- | ------------------ | ------------------ | ------------------ | ------------------ |
| Freie Wählervereinigung | 53,4 %             | + 5,5              | 9                  | + 1                |
| CDU                     | 46,6 %             | − 5,5              | 8                  | − 1                |
| Gesamt                  | 100 %              | –                  | 17                 | –                  |
| Wahlbeteiligung         | 60,6 % (+ 4,0 %p.) | 60,6 % (+ 4,0 %p.) | 60,6 % (+ 4,0 %p.) | 60,6 % (+ 4,0 %p.) |

Darüber hinaus bestehen in den Ortsteilen Binzwangen und Erisdorf jeweils eigene Ortschaftsräte.

## Haushalt
Für 2024 wurden laut Gemeindemitteilung Erträge von 15,77 Mio. Euro veranschlagt, Aufwendungen von 16,33 Mio. Euro. Wichtigste Erträge sind Steuern und Abgaben von 7,86 Mio. Euro.

## Eigenbetriebe und Beschäftigte
Ertingen betreibt die Energieversorgung, das Wasserwerk und das Seniorenzentrum in Eigenregie. 2024 waren alle Eigenbetriebe verschuldet, insgesamt mit 1.233.477 Euro. Mit 223 Euro pro Einwohner lag diese Verschuldung deutlich unter dem Landesdurchschnitt von 705 Euro (2023).
Insgesamt beschäftigte Ertingen 2024 231 Personen, darunter 53 Vollzeit, 173 Teilzeitkräfte und 5 Auszubildende. Die Personalkosten werden für 2024 auf 4.901.455 Euro geschätzt.

## Gemeindepartnerschaft
Eine Partnerschaft besteht seit dem 22. April 1989 mit Granges-sur-Vologne, seit 2016 Teil der Gemeinde Granges-Aumontzey im ostfranzösischen Département Vosges.

## Wirtschaft und Verkehr

### Verkehr

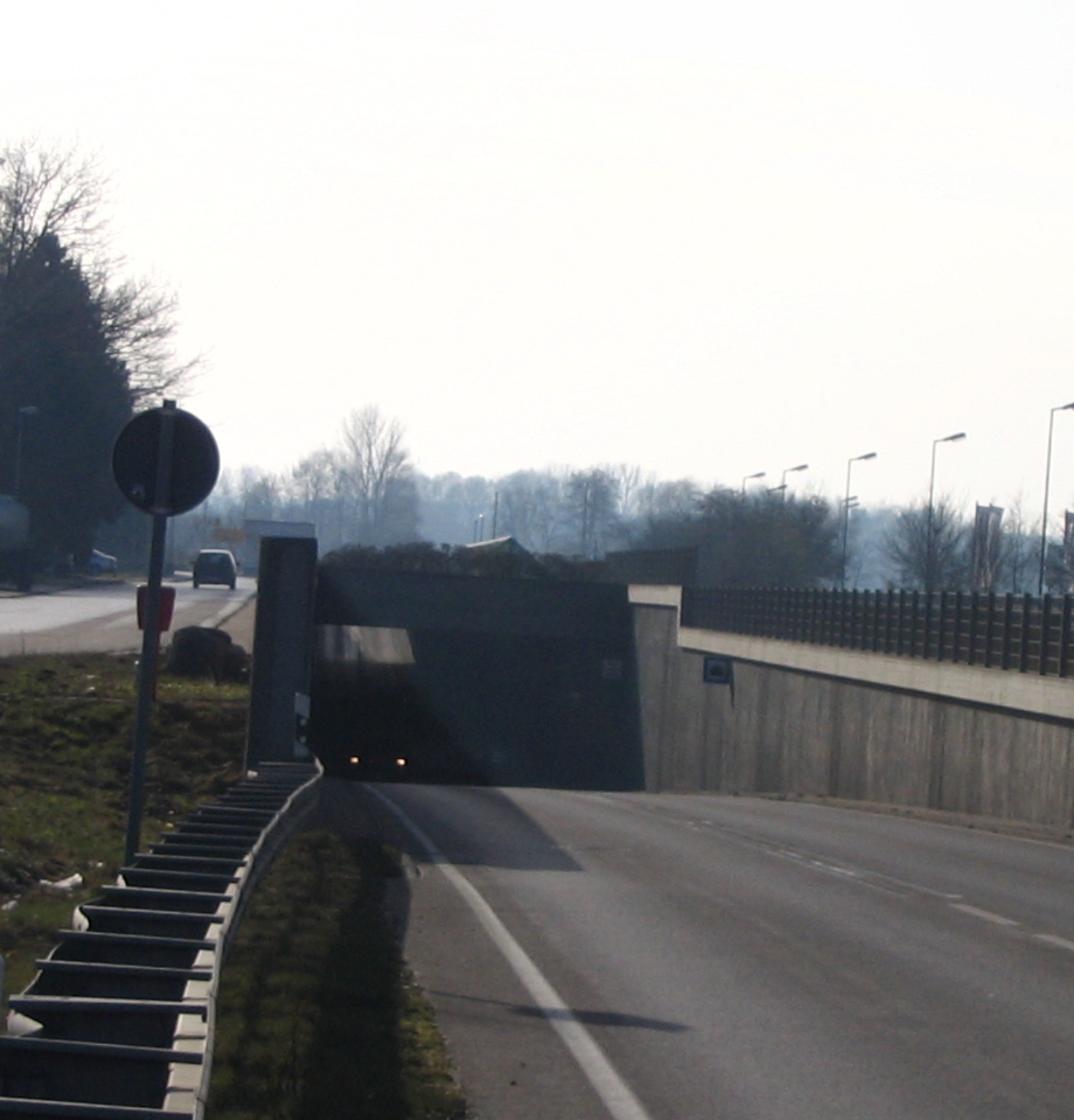
Tunnel «Ertingen», 409 m, erbaut 1999

Die Gemeinde liegt an der Bahnstrecke Ulm–Sigmaringen. Derzeit halten aber keine Züge mehr in Ertingen.
Außerdem passiert die Bundesstraße 311 Ulm–Geisingen zwischen Mengen und Riedlingen Ertingen. Sie führte lange Zeit durch den Ortskern, bis in den 1990er Jahren am Westrand des Ortes zur Entlastung eine Umgehungsstraße mit einem 400 m langen Tunnel gebaut wurde. Im Anschluss verläuft die Straße nach der südlichen Ortsausfahrt parallel zur Bahnlinie dreispurig bis zur Nachbarstadt.
Durch Alltagsrouten aus dem Radnetz Baden-Württemberg ist Ertingen mit Riedlingen und in der anderen Richtung über Herbertingen mit Mengen und mit Bad Saulgau verbunden. Durch den Ortsteil Binzwangen verläuft als Radfernweg der Donauradweg. Er führt von Donaueschingen über Passau, Wien und Budapest bis zur Mündung in das Schwarze Meer. Er wird ab Tuttlingen auch als EuroVelo-Route EV6 und zwischen Tuttlingen und Passau als D-Route 6 geführt.

### Ansässige Unternehmen
Ansässige Unternehmen sind (Auswahl)
- Albmetzgerei Steinhart, Metzgerei spezialisiert auf regionale Fleisch- und Wurstspezialitäten.
- AleBri self made, Handwerksbetrieb für individuelle handgefertigte Produkte.
- Steinmetzbetrieb Storrer, Familienbetrieb seit 1878, spezialisiert auf Natursteinarbeiten und Grabmale.
- Bauunternehmen Fensterle
- Reck Ertingen, Anbieter von Lösungen rund um Bad, Dach und Heizung.
- GS ORBIT GmbH
- Lock Antriebstechnik GmbH, spezialisiert auf Metallverarbeitung und Antriebstechnik.
- Böhler Einbauteile GmbH, Zulieferer für Industrie, Metallverarbeitung (Dreh-, Frästeile und Normteile)
- Spedition Anton Baur GmbH, Spedition und Logistik (Holz- und Baustofflogistik)
- ERFEBA Ingo Kneer GmbH, Hersteller und Montagebetrieb, Fenster- und Türenbau
- Feba-Plast GmbH, Kunststoffverarbeitung, Spritzgusstechnik und Kunststoffprodukte
- Theodor Wölpert GmbH & Co. KG Baustoffhandel (Baustoffe und Bauzubehör)
- Marec GmbH, Ingenieurwesen
- Schirmer und Partner, Architektur
- Binder Gerhard Stukkateurbetrieb e.K.

## Schule
Die Michel-Buck-Gemeinschaftsschule ist eine staatliche Schule unter der Trägerschaft der Gemeinde Ertingen. Unterrichtet werden an der Schule die Klassenstufen 1 bis 10 nach den Bildungsplänen der Realschule, Werkrealschule und des Gymnasiums. Im Jahr 2011 und 2015 wurde die Schule Landessieger im Wettbewerb „Starke Schule. Deutschlands beste Schulen die zur Ausbildungsreife führen“. Außerdem ist die Gemeinde Mitglied der VHS Donau/Bussen.

## Freizeitzentrum
Bis in die frühen 1970er Jahre hinein wurde im Schwarzachtal Kies abgebaut. Dies führte dazu, dass insgesamt fünf große Grundwasserseen entstanden sind, von denen zwei, der heutige Bade- und der Wassersportsee, vollständig renaturiert wurden. Heute bilden die beiden Seen das Erholungs- und Freizeitzentrum Schwarzachtalseen, ein Zweckverband der Gemeinden Herbertingen und Ertingen.

## Kultur und Sehenswürdigkeiten
Ertingen liegt an der Westroute der Oberschwäbischen Barockstraße.
Ein Museum zu Ehren des Arztes und Dichters Michel-Buck befindet sich in der Dürmentinger Straße.
An Bauwerken steht die Marienkapelle in Ertingen unter Denkmalschutz. Diese Barock-Kirche stammt aus dem Jahr 1755 und enthält ein Vielwunderkreuz aus Holz von Johann Joseph Christian.

## Schutzgebiete
Ertingen hat Anteil an den Landschaftsschutzgebieten Ostrand des Donau- und Schwarzachtales zwischen Marbach Riedlingen und Altwässer und verlandende Flussschlingen der Donau, Altwässer und verlandende Flussschlingen der Donau, Soppenbachtal und Landauhof sowie am FFH-Gebiet Donau zwischen Riedlingen und Sigmaringen.
Der westliche Teil der Gemeindefläche gehört zudem zum Naturpark Obere Donau.

## Vereine
Die Gemeinde Ertingen hat, wie in der Region Oberschwaben üblich, eine große Vielfalt an Vereinen, insgesamt sind es 56. In Ertingen bieten 40 Vereine ihren Mitgliedern ein breites Spektrum an Freizeitmöglichkeiten.

### Sport
- Der größte Verein der Gemeinde ist der Turn- und Sportverein Ertingen. In den Abteilungen des Vereins werden Breitensport wie Fußball, Turnen, Tischtennis, Skifahren, Volleyball, Basketball, Judo und Faustball. Aktuell sind zirka 500 Jugendliche und 600 Erwachsene wöchentlich im TSV sportlich aktiv. Die Fußballabteilung des TSV spielt derzeit in der Kreisliga A in einer Spielgemeinschaft mit dem SV Binzwangen. Im letzten Jahr verpasste die SG nach zwei gewonnenen Relegationsspielen im Finale der Relegation den Aufstieg in die Bezirksliga Donau knapp. Außerdem besteht in allen Jugendgruppen eine Spielgemeinschaft zwischen den beiden Vereinen. Die Tischtennisabteilung spielt mit ihrer 1. Herrenmannschaft in der Kreisliga. Die Volleyballabteilung ist aktuell mit einer Damenmannschaft in der B-Klasse Süd vertreten.
- Weitere Vereine zum Thema Sport sind der Tennisclub Ertingen, der Kegelsportclub, die Schachfreunde Ertingen, die Schützengilde, die Skatfreunde „4 Buben“ und die Windsurfer Ertingen.

### Musik

Wappen des Musikvereins Ertingen 1828 e. V.

- Der Landkreis Biberach mit dem Blasmusikkreisverband Biberach ist auf seine Bevölkerung bezogen der Landkreis mit der höchsten Dichte an Musikern. Selbst die kleinsten Gemeinden im Kreis haben einen eigenen Musikverein. Daher gibt es natürlich auch in Ertingen eine Kapelle. Der Musikverein Ertingen wurde im Jahr 1828 gegründet. Derzeit musizieren 80 aktive Musiker in dem Verein. Weitere 55 Jugendliche spielen in der Ertinger Jugendkapelle. Da bei der Jugendkapelle eine Kooperation der Musikvereine der Gemeinde besteht, sind 10 Musiker der Jugendkapelle aus den Teilorten Erisdorf und Binzwangen. Die 22 Jungmusiker des Vororchesters kommen ebenfalls aus den 3 Gemeindeteilen. Die Grundlage für die Anzahl an Musikern, die aktiv bei der Musikkapelle unter der Leitung von Musikdirektor Merkle musizieren, liegt in der vereinseigenen Ausbildung. 2009 sind 82 Kinder und Jugendliche in Ausbildung. Diese beginnt bereits mit der rhythmischen Früherziehung und der Blockflötenausbildung. Der Musikverein spielt 2009 zwischen Ober- und Höchststufe. Die letzten Marschmusikwertungen und Wertungsspiele wurden „mit hervorragendem Erfolg“ abgeschlossen. Der jährliche Höhepunkt ist das Jahreskonzert im März. Der Musikverein hat partnerschaftliche Beziehungen zur Musikgesellschaft Unterentfelden (Schweiz) und der Musikkapelle Naturns (Südtirol).
- In Ertingen gibt es einen Fanfarenzug. Die vor wenigen Jahren neu gegründeten Schwarzachfanfaren sind derzeit hauptsächlich in der Fasnacht tätig. Die in intensiver Probenarbeit geübten Lieder werden zudem bei der Ertinger Dorfhockete und beim Kreismusikfest präsentiert. Der Ertinger Fanfarenzug hat sich aufgelöst, was die Behandlung der Frage vermeidet, ob der Fanfarenmusik tatsächlich Musik macht oder nur eine Form des organisierten Krawalls darstellt.
- Der Gesangverein „Eintracht“ Ertingen ist mit seinem gemischten Chor bereits seit 1860 aktiv. Es gibt einen Jugendchor „Happy Voices“, einen Kinderchor „Si-Sa-Singmäuse“ und einen Bambinichor für sehr junge Kinder.
- Die 1999 gegründete Gruppe „Dream&Harmony“ hat einen Jugend- und Kinderchor „Little Dreams“.

### Kirchliche Vereine
- Katholische Ertinger können sich in der Kolpingsfamilie Ertingen mit Gleichgesinnten treffen. Für die katholische Jugend gibt es die Möglichkeit, ihre Freizeit mit dem Jungkolping oder der KjG Ertingen gestalten.

### Automobil-/Motorsport
- BMW-Freunde haben in Ertingen die Möglichkeit, einem der bundesweit insgesamt 100 offiziellen BMW-Clubs beizutreten. Der BMW-Club-Ertingen e. V. ist an den BMW-Club-Deutschland e. V., als nationale Dachorganisation, angeschlossen. Es handelt sich um den einzigen offiziellen BMW-Club im Landkreis Biberach. Zweck des Vereines ist es, allen am Kraftfahrzeug Interessierten die Möglichkeit zu geben, in allen technischen, juristischen, touristischen und kraftfahrzeug- wirtschaftlichen Fragen Beratung einzuholen, Erfahrungen auszutauschen und Freizeitgestaltung zu pflegen. Vor allem wird eine Zusammenarbeit mit allen BMW-Gemeinschaften im In- und Ausland, mit der Bayerische Motorenwerke AG München, mit autorisierten Vertragshändlern, mit Firmen der Zubehörindustrie und mit den für den Straßenverkehr bzw. für Motorisierung zuständigen Behörden angestrebt.

### Weitere Vereine
- Narrenzunft Ertingen

### Vereine in Binzwangen
- Musikverein Binzwangen e. V.
- Sportverein Binzwangen e. V.
- Katholische Landjugend Bewegung (KLJB) Binzwangen e. V.
- Theaterfreunde Binzwangen e. V.
- Narrenzunft Gai-Hexen Binzwangen e. V.

### Vereine in Erisdorf
- Deutscher Amateur Radio Club Ortsverband Ertingen P57
- Musikverein Erisdorf
- Frauenturnen
- Männerturnen
- KLJB
- Narrenverein „Röthenbächler“

## Traditions-, Kultur- und Festleben
Drei Wochen vor Ostern findet in der Festhalle in Ertingen das Jahreskonzert des Musikvereins Ertingen statt. Das musikalisch hochwertige Konzert ist einer der Höhepunkte des kulturellen Lebens in Ertingen.
Am 28. Mai 2011 findet in Ertingen zum ersten Mal die Dschungelparty statt. In der, vom Musikverein Ertingen als Festplatz hergerichteten, Oberdorfer Kiesgrube findet das Spektakel statt, das durch die Dschungelatmosphäre in der ehemaligen Kiesgrube zu einem unvergesslichen Erlebnis wird. Am Vorabend des Kiesgrubenhocks haben Jung und Alt die Möglichkeit das neue Festgelände bei einer gemütlichen Hockete einzuweihen.
Den Beginn des Neuen Schuljahres feiern die Ertinger Jugendlichen mit Besuchern aus der näheren und weiteren Umgebung auf der Schlumpfparty, die jedes Jahr am letzten Freitag im September stattfindet. Berüchtigt ist der nach einem Geheimrezept gebraute und nur auf der Schlumpfparty ausgeschenkte „Schlumpfbomber“.
Das seit 1971 gefeierte, traditionsreiche Weinfest in Ertingen gründet auch in einer Verbindung mit dem „Rebenvater“ Heinrich Winter aus dem badischen Erzingen und findet jedes Jahr statt. Es umfasst schon seit einigen Jahren eine unterhaltsame Abendveranstaltung am letzten Samstag im Oktober und einen mit Blasmusik umrahmten Frühschoppen mit Mittagessen am letzten Sonntag im Oktober.

## Persönlichkeiten

### Söhne und Töchter der Gemeinde
- Michel Buck (1832–1888), Mundartdichter, Arzt, Forscher
- Dr. phil. Eberhard Spieß OSB (1902–1990), Abtbischof in Peramiho (Tansania)
- Gerold Jäggle (* 1961), Bildhauer
- Gregor Peters-Rey (* 1966), Komponist

### Weitere Persönlichkeiten
- Linus Roth (* 1977 in Ravensburg), Geiger, wuchs in Ertingen auf